# Incidentul OZN de la Tehran

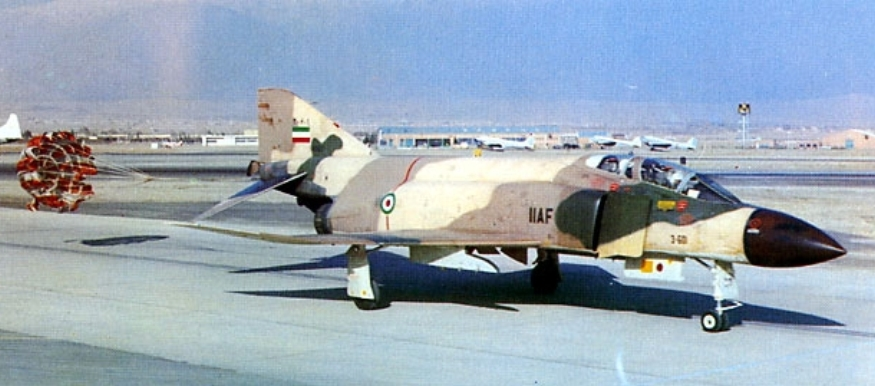
Un avion de vânătoare F-4 Phantom II din 1974

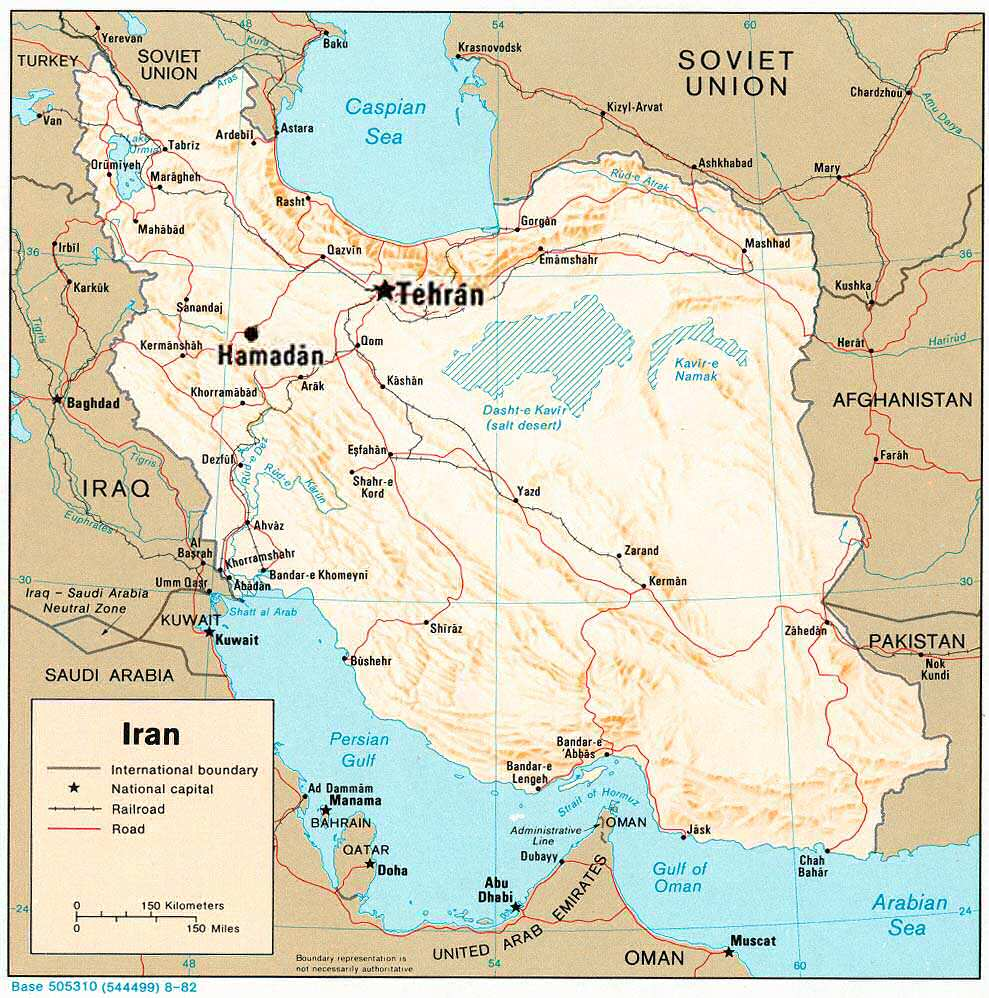
Harta politică a Iranului din 1982

Incidentul OZN de la Tehran a constat din observarea vizuală și pe radar a unui obiect zburător neidentificat trecând pe deasupra Teheranului, capitala Iranului, în primele ore ale dimineții de 19 septembrie 1976. În timpul incidentului, se afirmă că două avioane F-4 Phantom II au pierdut afișajul instrumentelor și comunicațiile s-au întrerupt. De asemenea, se presupune că un avion a suferit o cădere temporară a sistemului de arme, în timp ce se pregătea să deschidă focul asupra OZN-ului. Este primul incident în care un OZN apare pe radar. Atunci când scepticii au încercat sa explice fenomenul, susținând că piloții au urmărit lumina venită de la planeta Jupiter, ei au fost întâmpinați cu râsete din partea auditoriului.

## Galerie de imagini

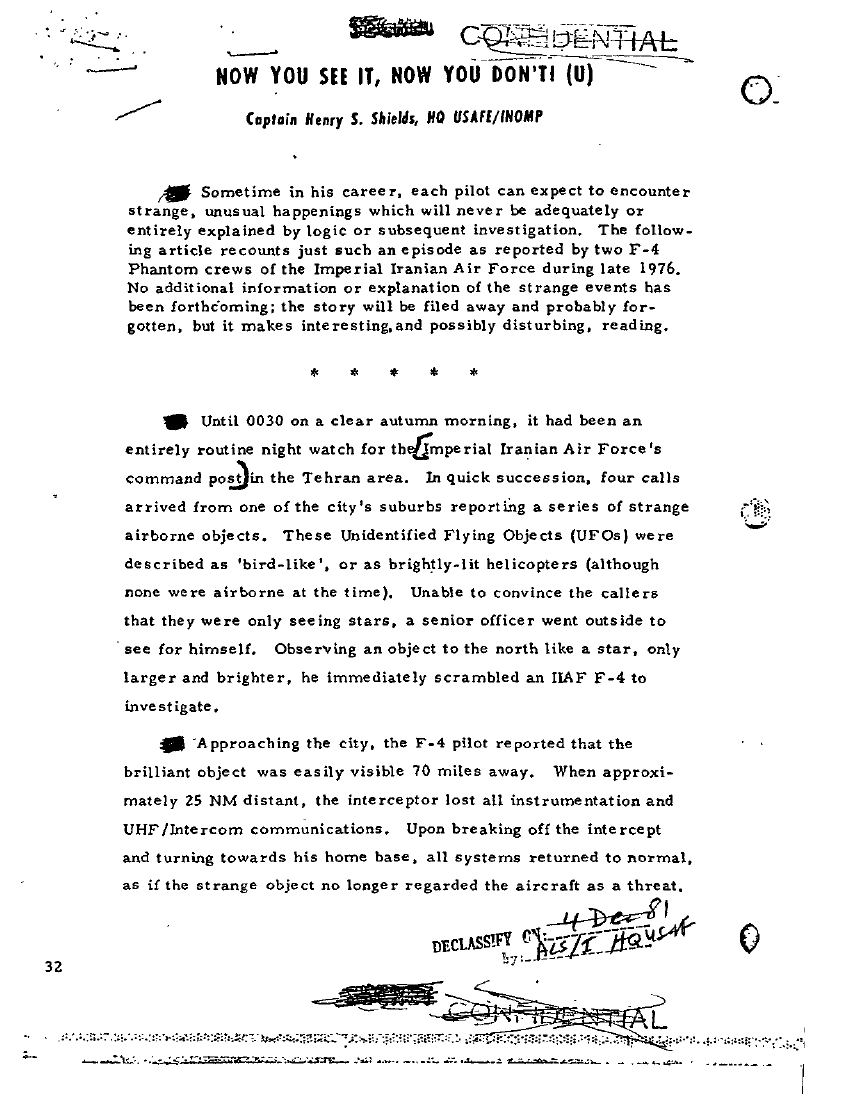
Raportul US Air Force privind incidentul (pagina 1)
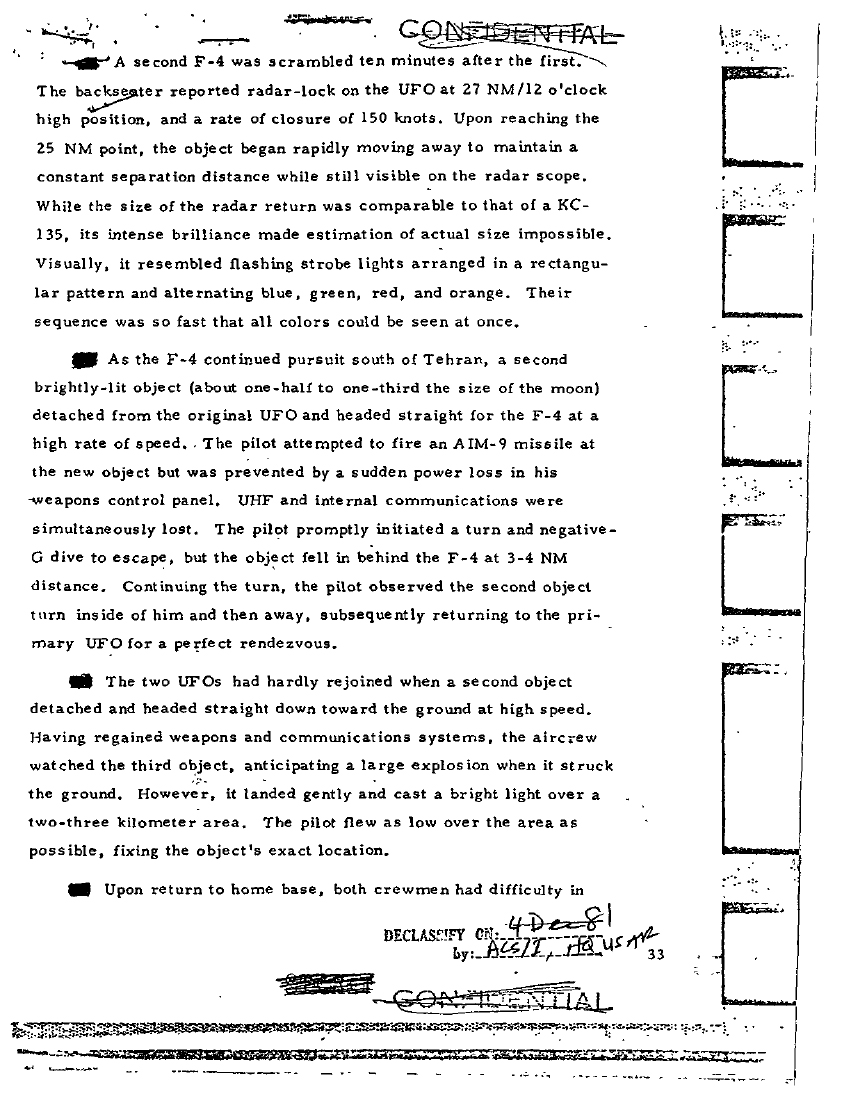
Raportul US Air Force privind incidentul (pagina 2)
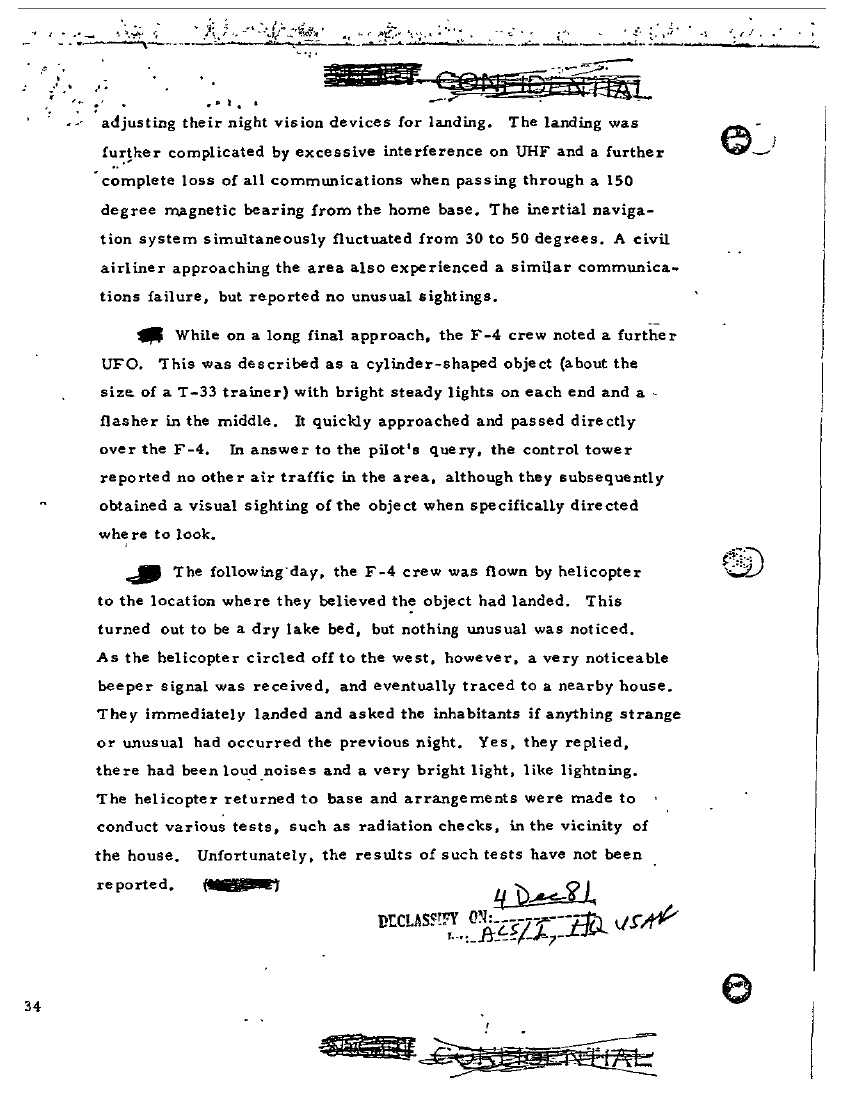
Raportul US Air Force privind incidentul (pagina 3)